# وليام هنري مودي
وليام هنري مودي (بالإنجليزية: William Henry Moody)‏ (و. 1853 – 1917 م) هو سياسي، ومحام، وقاض من الولايات المتحدة الأمريكية .
تولى منصب نائب عام الولايات المتحدة .وهو عضو في الحزب الجمهوري .

## التعليم
تعلم في جامعة هارفارد، وأكاديمية فليبس.

## روابط خارجية
- وليام هنري مودي على موقع الموسوعة البريطانية (الإنجليزية)
- وليام هنري مودي على موقع إن إن دي بي (الإنجليزية)